# Курбанов, Шихали Курбан оглы
Шихали Курбан оглы Курбанов (азерб. Şıxəli Qurban oğlu Qurbanov; 16 августа 1925, Баку — 24 мая 1967, там же) — азербайджанский государственный и общественный деятель, учёный-литературовед, писатель, поэт и драматург, доктор филологических наук (1965), лауреат Государственной премии имени Узеира Гаджибекова (1967).

## Биография

### Происхождение
Шихали Курбанов родился 16 августа 1925 года в Баку, в семье служащего Курбан Али Курбанова. По национальности — азербайджанец. Сам Курбан Али Курбанов родился в 1898 году в семье кюрдаханца Мамедсадыга Курбанова. Помимо него в семье было ещё 3 сына (Мамедали Курбанов, Касым Курбанов и Алигасан Курбанов) и одна дочь Шахрабани Курбанова.
У Курбан Али Курбанова и дочери ахунда Мухаммедамина из Новханы Захры ханум было шесть детей. Шихали Курбанов был самым старшим. У него были сёстры (Гюлсюм Курбанова, Бёюкханым Курбанова, Кабира Курбанова и Тамилла Курбанова) и брат Мамед Курбанов, ставший специалистом в разработке морских нефтяных месторождений Азербайджана.

### Война
После окончания средней школы Курбанов в июне 1942 года (по другим данным — в 1941) отправился на фронт Великой Отечественной войны. Прошёл боевой путь от Ленинграда до Германии.
Проходя службу в миномётном полку, Курбанов, находился на переднем крае. Батареей, в составе которой он участвовал в боях, за короткое время были уничтожены 2 немецкие артиллерийские батареи и 2 пехотные роты. В 1943 году окончил снайперские курсы и служил инструктором в Снайперском полку, подготовив около 100 отправившихся на фронт снайперов. 
Продолжил службу в 1249-й батарее 125-го отдельного зенитного артиллерийского дивизиона 49-го отдельного полка ПВО Краснознамённого Балтийского флота. За короткое время сержант Курбанов изучил пушку и был назначен командиром орудия. На учениях все стрельбы выполнял на отлично. В 1945 году командир отделения комендоров СЗА (Среднекалиберная зенитная артиллерия) 1249-й батареи 125-го отдельного зенитного артиллерийского дивизиона 49-го отдельного полка ПВО Краснознамённого Балтийского флота сержант Шихали Курбанов был представлен к медали «За отвагу».
Уволился в запас только после окончания войны, в 1946 году в Берлине. Будучи на фронте, вступил в КПСС. За боевые заслуги был награждён медалями «За отвагу» (31 декабря 1945), «За взятие Кённигсберга» (1945), «За победу над Германией в Великой Отечественной войне 1941—1945 гг.» (1946).

### Научная и литературная деятельность
После окончания Азербайджанского педагогического института в 1950 году стал аспирантом данного учебного заведения. Одновременно преподавал русскую литературу. Ещё будучи студентом, Курбанов увлекался творчеством Александра Пушкина и изучал его влияние на азербайджанскую поэзию. Курбанова интересовала заинтерисованность Пушкина Востоком и его отношения с видными азербайджанскими просветителями того времени. 30 июня 1956 года защитил кандидатскую диссертацию под названием «А. С. Пушкин и азербайджанская поэзия» и получил степень кандидата филологических наук. Работал старшим преподавателем и доцентом в педагогическом институте. Было издано несколько книг Курбанова. Среди опубликованных его научных исследований имеются «А. С. Пушкин и Азербайджан» (Баку, 1959), «Этапы развития азербайджано-русских литературных связей в XIX в.» (Баку, 1964), «Азербайджано-русские литературные связи» и др. Курбанов являлся редактором капитального труда «Великая дружба азербайджанского и русского народов».
Шихали Курбанов написал либретто к таким спектаклям, как «Начальник занят» (с 1958 по 1961 год), «Ну и попали в перепалку» (1962), «Разберемся сами» (1963), «А вдруг не так» (1963). В своих сатирических комедиях Курбанов разоблачал карьеристов и бюрократов.
Шихали Курбанов в своё время был самым плодовитым автором Азербайджанского государственного театра музыкальной комедии. Пьесы поставленные по его либретто ставились не только на сцене этого театра, но также в театрах республик бывшего СССР и за рубежом: в Болгарии и Турции. За свою пьесу «Нищий сын миллионера», написанную в 1966 году, Курбанов в 1967 году был удостоен Государственной премии имени Узеира Гаджибекова (он стал одним из первых лауреатов этой премии). 
Последней, лебединой пьесой Курбанова стала «Сенсиз» («Без тебя»), на основе одноимённой песни. Премьера спектакля «Сенсиз» («Без тебя»), посвященного жертвам сталинских репрессий (первое оставленное на сцене произведение на данную тему), состоялась 2 июня 1967 года на сцене Азербайджанского государственного драматического театра имени М. Азизбекова. Писатель Анвар Алибейли вспоминал, что однажды 23 мая 1967 года случайно встретил Шихали Курбанова в метро «Бакинский Совет» и напомнил ему о завтрашнем общественном смотре его спектакля «Без тебя», на что Курбанов, который покинул репетицию и должен был идти встречать зарубежных гостей, шутливо ответил: «Посмотрите „Без тебя“ без меня». До премьеры спектакля Курбанов не дожил…
Помимо пьес Курбанов писал лирические стихи, поэмы, рассказы и критические статьи, периодически издававшиеся в печати.
20 мая 1965 года Курбанов защитил докторскую диссертацию об этапах развития русско-азербайджанских литературных связей в XIX веке. По словам критика Иосифа Брагинского, в докторской диссертации Курбанова содержится «особенно выпуклая характеристика своеобразия каждого этапа». Данная работа была опубликована только в 1976 году

### Политическая деятельность
В 1954—1955 гг. Курбанов был заведующим отдела пропаганды и агитации Бакинского комитета КП Азербайджана. С 1955 по 1957 год работал первым секретарём райкома партии района 26 бакинских комиссаров города Баку.
26 марта 1957 года первый секретарь Ворошиловского райкома партии Шихали Курбанов был назначен заведующим отдела пропаганды и агитации ЦК КП Азербайджана.
В этом же году благодаря усилиям Курбанова удалось найти и похоронить на Аллее почетного захоронения останки известного азербайджанского просветителя Гасан-бека Зардаби, который изначально был похоронен на Биби-Эйбатском кладбище, но после сноса Биби-Эйбатской мечети большевиками в 1936 году, останки Зардаби хранились в доме его родных.
В 60-е годы Курбанов руководил Институтом языка и литературы Академии наук Азербайджанской ССР, несколько раз избирался депутатом Верховного Совета Азербайджанской ССР.
С 1966 по 1967 год был секретарем ЦК КП Азербайджана и членом бюро.
В 1967 году Курбанов добился разрешения массово отмечать праздник Новруз в Азербайджане, что до этого было запрещено в соответствии с советской идеологией. 20 марта 1967 года вокруг Девичьей башни в Баку собралась огромная толпа для празднования праздника. В этой связи у Курбанова потребовали явиться в Москву написать объяснительную. Шихали Курбанов в написанной им на 22 страницах объяснительной, объяснил причины своего решения и доказал отсутствие связи праздника с религией.

### Гибель
После праздника Новруз на жизнь Шихали Курбанова три раза было совершено покушение. Первый раз, когда Курбанов ехал на машине, в него выстрелили: пуля поцарапала руку. Затем на Курбанова выехала машина, тот успел отпрыгнуть к дереву. Третий раз Курбанова пытались отравить, но безрезультатно.
Шихали Курбанов был убит 24 мая 1967 года в Баку, в результате заговора. Будучи на приёме у зубного врача Алиаги Ахмедова, Курбанов скончался от полученной инъекции. Смерть наступила в 9.40 утра, а уже в 10 часов по указанию первого секретаря ЦК КП Азербайджана Вели Ахундова без уведомления семьи было произведено вскрытие тела. По этому случаю из Москвы в Баку прилетела комиссия. Врач Курбанова Алиага Ахмедов в своём отчёте написал, что Шихали Курбанов скончался от анафилактического шока, что, по его словам, было доказано комиссией. Позднее выяснилось, что Курбанову была введена синильная кислота.
По словам близкого друга Шихали Курбанова, заведующего отдела пропаганды и агитации ЦК КП Азербайджана и в разные годы бывшего первым секретарём четырёх районов Садыга Муртузаева, смерть Курбанова была связана с его решением массового празднования Новруза, что в те годы, по словам Муртузаева, было опасным шагом (по словам вдовы Курбанова, в предпраздничный вечер первый секретарь ЦК КП Азербайджана Вели Ахундов предупредил Курбанова о его опасных делах). Тем не менее литературовед Азад Набиев отрицает связь гибели Кубанова с его решением по празднику. По словам Набиева, инициатива празднования Новруза принадлежала не только Курбанову, и «если бы его хотели убрать, то сделали бы это во время печати открыток к празднику».
Вдова Курбанова Хавер ханум говорила, что Шихали Курбанов должен был быть избран первым секретарём ЦК КП Азербайджана на внеочередном пленуме, который должен был состояться в июне 1967 года. Однако 24 мая Курбанова, по словам его супруги, «убрали».
Советский востоковед и критик Иосиф Брагинский называл причину смерти Курбанова «нелепым случаем».
Похоронен Шихали Курбанов на Аллее почётного захоронения в Баку. Посмертно был награждён орденом Ленина.

## Увековечение памяти
Уже через неделю после смерти Курбанова Центральным Комитетом Коммунистической Партии Азербайджана и Советом Министров Азербайджанской ССР было принято постановление (№ 282 от 2 июня 1967 года), согласно которому имя Курбанова было присвоено Азербайджанскому государственному театру музыкальной комедии и новой средней школе в городе Закаталы. В 2013 году после реконструкции театр Музкомедии лишили имени Курбанова.
Одна из улиц Баку носит имя Курбанова.
На фасаде дома в Баку (улица Адиля Искендерова), в котором с 1957 по 1967 год жил Шихали Курбанов установлена мемориальная доска с барельефом Курбанова.
Над могилой Курбанова на Аллее почётного захоронения в 1994 году был поставлен памятник работы скульптора Омара Эльдарова.

## Семья
Дочь Шихали Курбанова доктор философии Гюльнар ханум Гурбанова являлась депутатом парламента Азербайджана двух созывов, подписала акт о независимости республики.